# Echinops ritro
Az Echinops ritro a fészkesvirágzatúak (Asterales) rendjébe és az őszirózsafélék (Asteraceae) családjába tartozó faj.

## Előfordulása
Az Echinops ritro előfordulási területe a kontinentális Európa legnagyobb része - kivéve Portugáliát, Svájcot, a Németalföldet, Skandináviát, Fehéroroszországot és az európai Oroszország északi felét -, valamint Ázsia nyugati fele, ahol jelen van Közép-Ázsiában, Mongóliában, a Kaukázusban, Törökországban, Nyugat-Szibériában és az Arktisz nagyobb szigetein. Európában még jelen van Szicíliában, Máltán és az Égei-tenger nagyobb szigetein is.

## Alfajai, változata
- Echinops ritro subsp. meyeri (DC.) Kouharov
- Echinops ritro subsp. ritro
- kék szamárkenyér (Echinops ritro subsp. ruthenicus) (M.Bieb.) Nym.
- Echinops ritro subsp. sartorianus (Boiss. & Heldr.) Kouharov
- Echinops ritro subsp. siculus (Strobl) Greuter
- Echinops ritro subsp. thracicus (Velen.) Kouharov
- Echinops ritro var. elbursensis (Rech.f.) Parsa

## Megjelenése
Évelő lágy szárú növény, amely általában 60 centiméteresre nő meg. A felálló, elágazó szürkés szárát szőrzet borítja. A széles és tüskés oldalú levelei zöldesek és ragadósak. Az acélkék virágai, 2,5-4,5 centiméteres átmérőjű, gömb alakú virágzatot alkotnak; késő nyáron nyílik.

## Képek

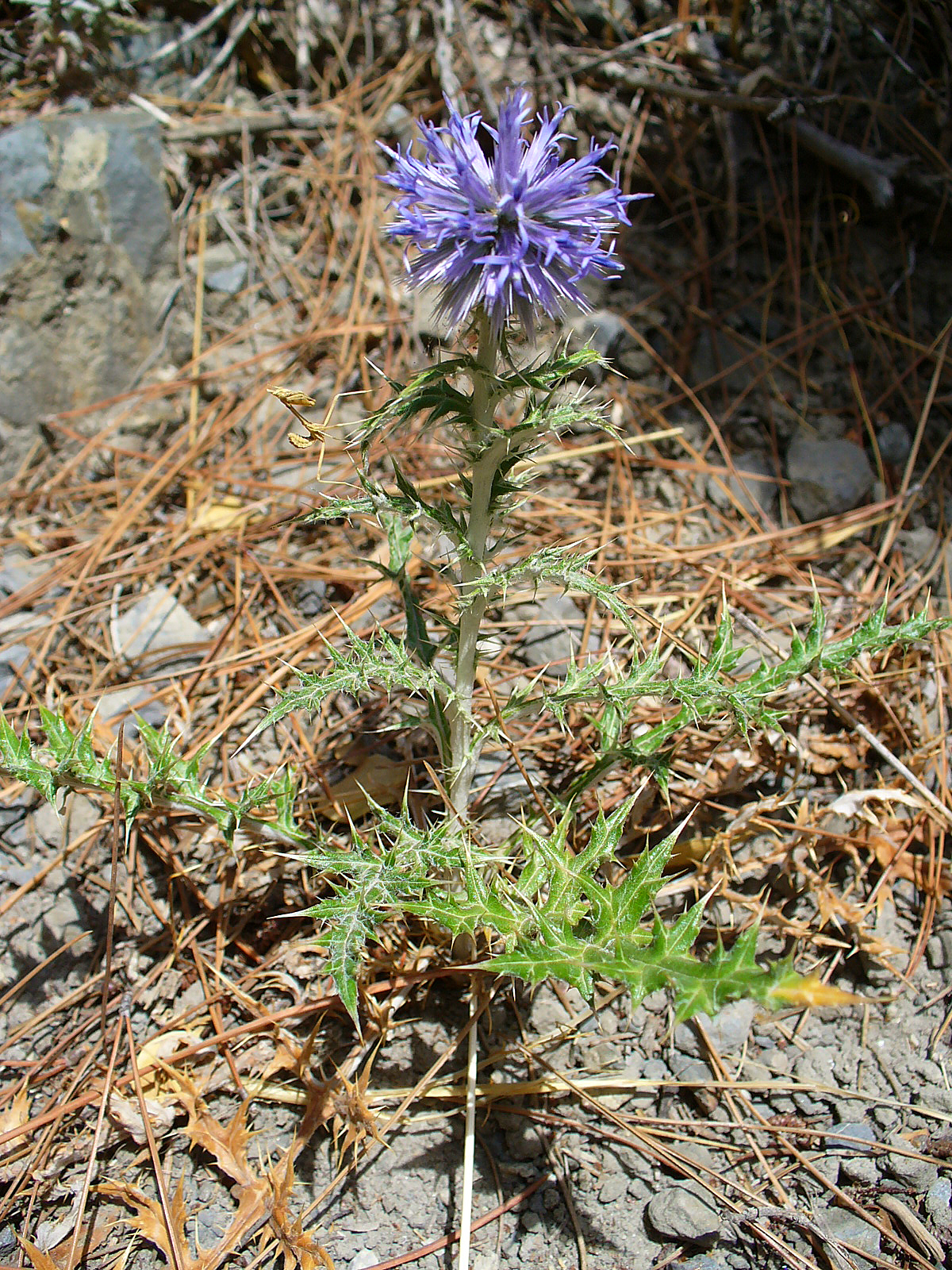
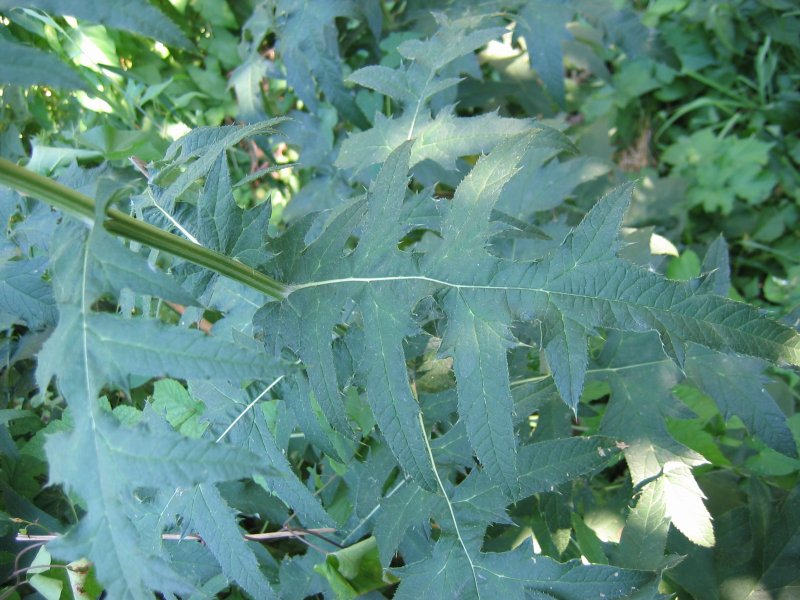
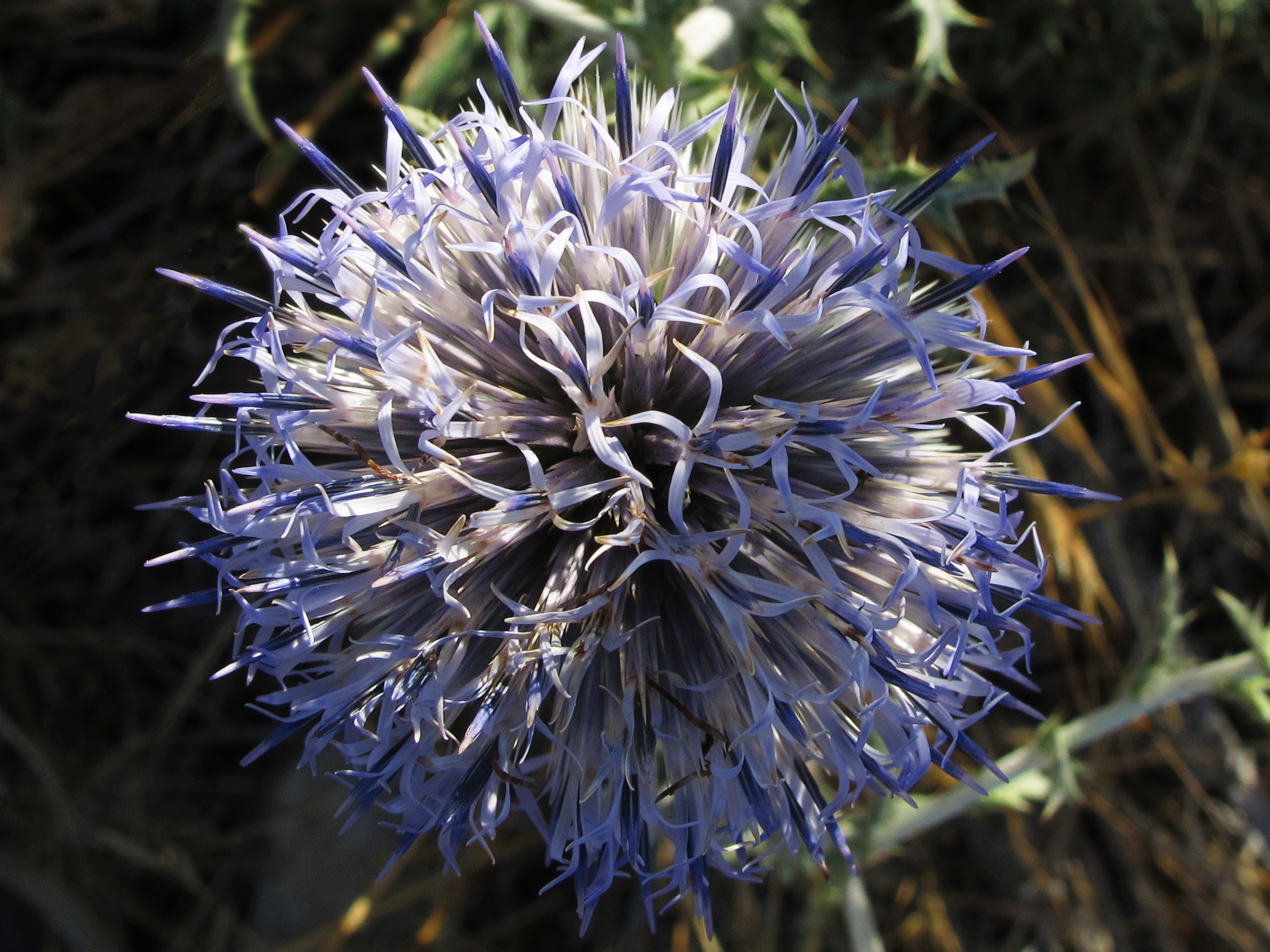
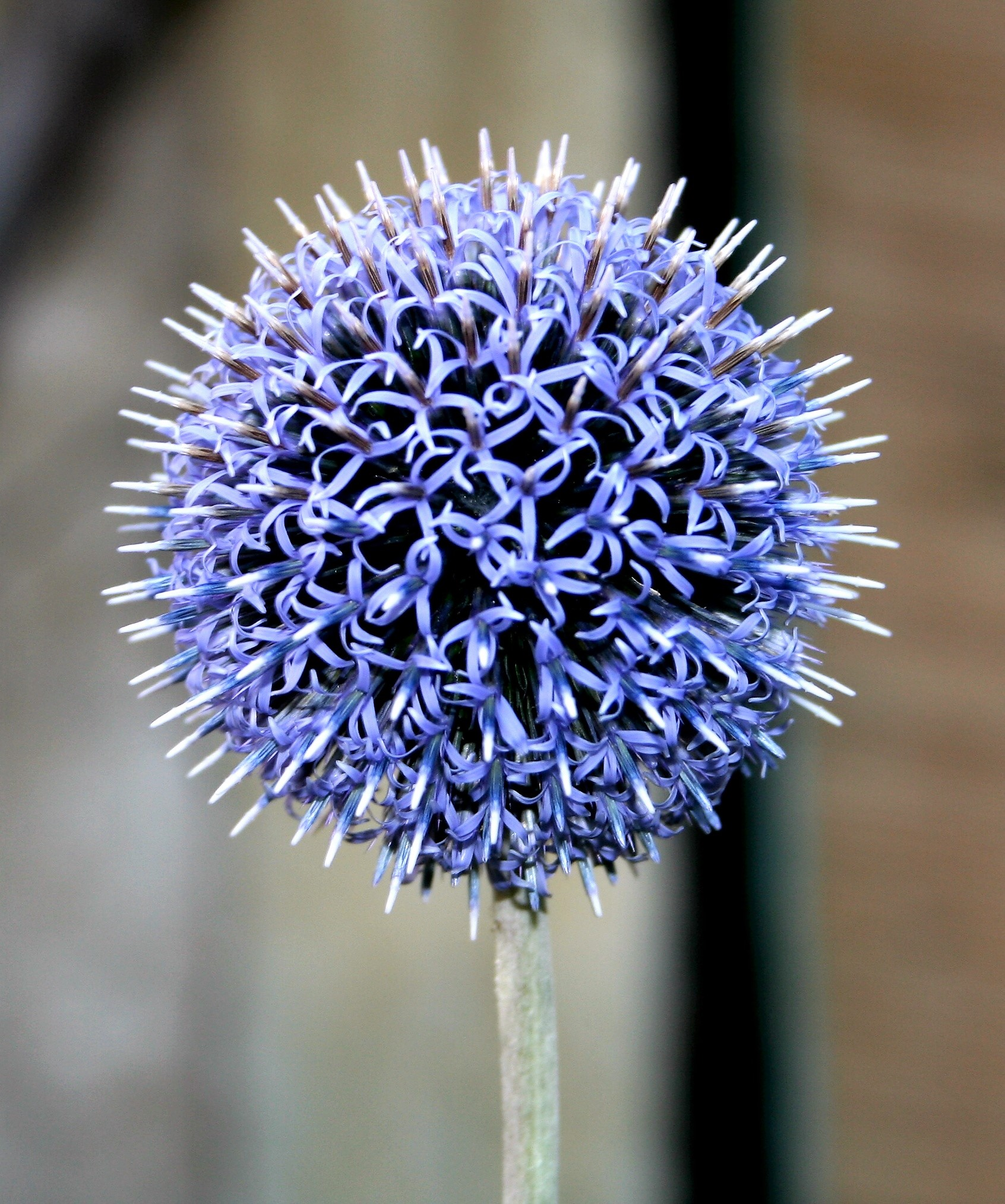
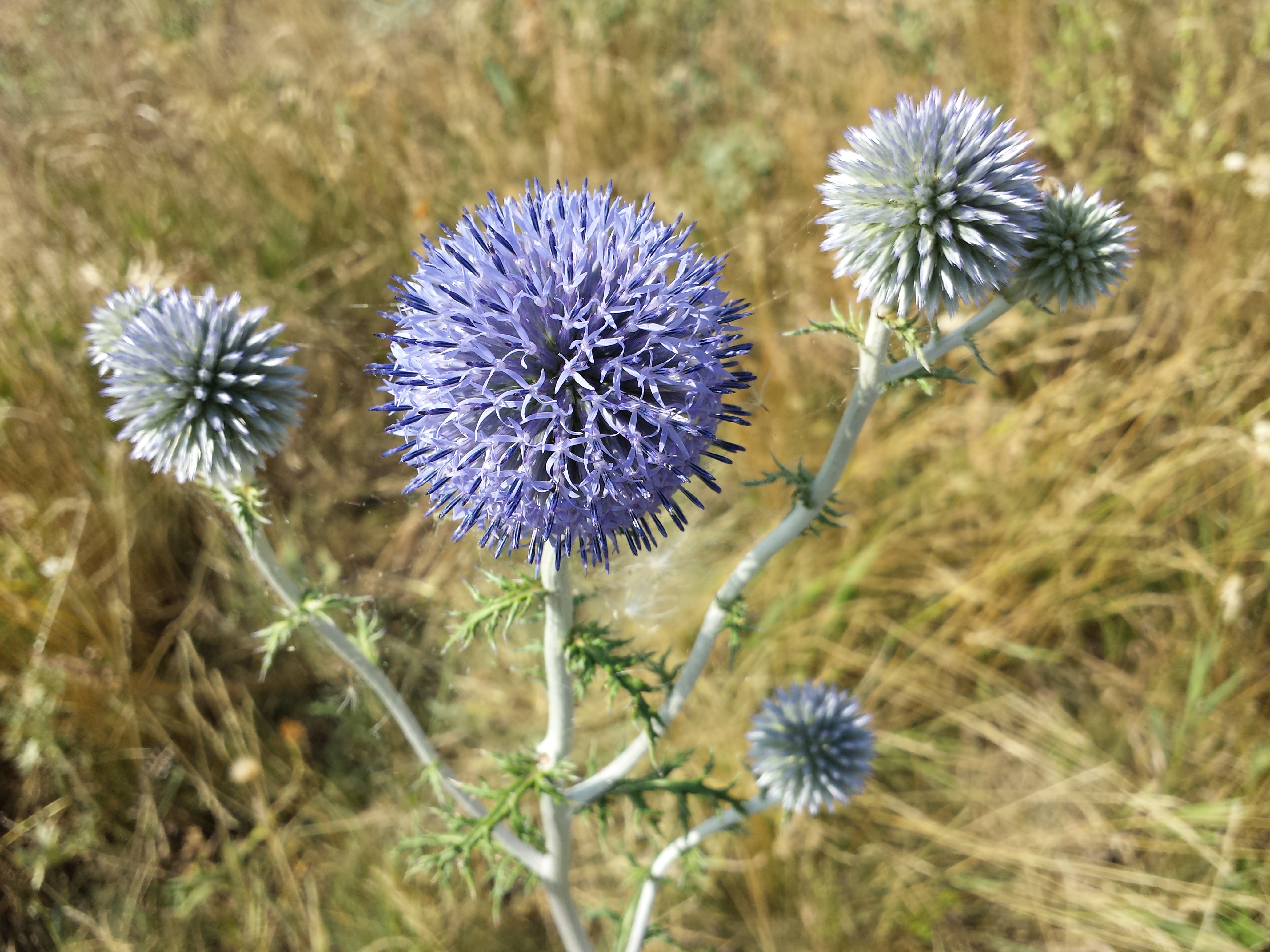
Kék szamárkenyér (Echinops ritro subsp. ruthenicus)